# Canton de Podensac
Le canton de Podensac est une ancienne division administrative française située dans le département de la Gironde et la région Aquitaine.

## Géographie
Ce canton était organisé autour de Podensac dans l'arrondissement de Langon. Son altitude variait de 0 m (Cérons) à 83 m (Landiras) pour une altitude moyenne de 35 m.

## Composition
Le canton de Podensac regroupait treize communes et comptait 19 015 habitants (population municipale) au 1er janvier 2010.
| Nom                      | Code Insee | Intercommunalité       | Superficie (km2) | Population (dernière pop. légale) | Densité (hab./km2) |
| ------------------------ | ---------- | ---------------------- | ---------------- | --------------------------------- | ------------------ |
| Arbanats                 | 33007      | CC Convergence Garonne | 7,60             | 1 142 (2014)                      | 150                |
| Barsac                   | 33030      | CC Convergence Garonne | 14,48            | 2 054 (2014)                      | 142                |
| Budos                    | 33076      | CC Convergence Garonne | 21,10            | 768 (2014)                        | 36                 |
| Cérons                   | 33120      | CC Convergence Garonne | 7,83             | 2 099 (2014)                      | 268                |
| Guillos                  | 33197      | CC Convergence Garonne | 22,67            | 441 (2014)                        | 19                 |
| Illats                   | 33205      | CC Convergence Garonne | 29,24            | 1 386 (2014)                      | 47                 |
| Landiras                 | 33225      | CC Convergence Garonne | 59,75            | 2 245 (2014)                      | 38                 |
| Podensac                 | 33327      | CC Convergence Garonne | 8,34             | 3 115 (2014)                      | 374                |
| Portets                  | 33334      | CC Convergence Garonne | 15,49            | 2 615 (2014)                      | 169                |
| Preignac                 | 33337      | CC Convergence Garonne | 13,26            | 2 183 (2014)                      | 165                |
| Pujols-sur-Ciron         | 33343      | CC Convergence Garonne | 7,53             | 786 (2014)                        | 104                |
| Saint-Michel-de-Rieufret | 33452      | CC Convergence Garonne | 18,94            | 650 (2014)                        | 34                 |
| Virelade                 | 33552      | CC Convergence Garonne | 13,41            | 1 030 (2014)                      | 77                 |

## Démographie
| 1962   | 1968   | 1975   | 1982   | 1990   | 1999   | 2006   | 2011   | 2012   |
| ------ | ------ | ------ | ------ | ------ | ------ | ------ | ------ | ------ |
| 13 777 | 14 210 | 13 897 | 14 952 | 15 863 | 16 029 | 17 530 | 19 350 | 19 727 |

## Histoire
Avant le 1er mai 2006, le canton faisait partie de l'arrondissement de Bordeaux. Depuis, il est rattaché à l'arrondissement de Langon.

## Représentation

### Conseillers généraux de 1833 à 2015
| Période | Période          | Identité                    | Étiquette    | Qualité |
| ------- | ---------------- | --------------------------- | ------------ | --- |
| 1833    | 1848             | Romain Rideau               |              | Notaire, maire de Preignac |
| 1848    | 1852             | Dominique Dutrénit          |              | Juge de paix du canton de Podensac, propriétaire à Landiras, conseiller d'arrondissement                                      |
| 1852    | 1860             | Romain Rideau               |              | Notaire à Preignac |
| 1860    | 1874             | Comte Henri de Lur-Saluces  | Républicain  | Ancien officier, propriétaire Député (1876-1879) Sénateur (1879-1891) Maire de Preignac puis conseiller municipal de Bordeaux |
| 1874    | 1880             | Jules Barreyre              | Républicain  | Propriétaire à Saint-Loubès                                                                                                   |
| 1880    | 1884 (démission) | Alfred Ribet                | Républicain  | Propriétaire du Château Climens à Barsac Maire de La Réole                                                                    |
| 1884    | 1901             | Jean-Jeanty Barreyre        | Républicain  | Tonnelier à Podensac, propriétaire à Bordeaux, conseiller d'arrondissement                                                    |
| 1901    | 1910             | Comte Pierre de Lur-Saluces | Républicain  | Propriétaire à Preignac |
| 1910    | 1924 (décès)     | Jean-Pierre Denis Compans   | Rad.         | Médecin, maire de Podensac |
| 1925    | 1928             | Fabien-Eugène Huillet       |              | Maire de Preignac |
| 1928    | 1934             | Prudent Lafitte             | RG           | Propriétaire-viticulteur, maire d'Arbanats                                                                                    |
| 1934    | 1940             | Xavier Moreau               | Rad.         | Maire de Podensac (1929-1953) Nommé conseiller départemental en 1943                                                          |
|         |                  |                             |              | |
| 1945    | 1951             | Gabriel Reynal              | SFIO         | Maire de Preignac, ancien résistant                                                                                           |
| 1951    | 1954 (décès)     | Pierre Elichondo            | app.Rad.     | Ancien chef du service éducation physique de la Gironde                                                                       |
| 1954    | 1970             | Jacques Lillet              | CNIP         | Industriel liquoriste Maire de Podensac (1953-1983)                                                                           |
| 1970    | 1982             | Pierre Lagorce              | SFIO puis PS | Ancien chef de division à l'Assemblée nationale Député de 1967 à 1986 et de 1988 à 1993 Maire de Langon de 1965 à 1989        |
| 1982    | 2008             | Philippe Dubourg            | RPR puis UMP | Chirurgien dentiste Maire d'Illats (1977-2021) Député de 1993 à 1997 et de 2002 à 2007                                        |
| 2008    | 2015             | Hervé Gillé                 | PS           | Directeur de Mission locale Maire-adjoint de Podensac Elu en 2015 dans le Canton des Landes des Graves                        |

### Conseillers d'arrondissement (de 1833 à 1940)
Le canton de Podensac appartenait à l'arrondissement de Bordeaux.
| Période                                  | Période          | Identité                          | Étiquette                         | Qualité |
| ---------------------------------------- | ---------------- | --------------------------------- | --------------------------------- | --- |
| 1833                                     | 1848             | Dominique Dutrénit                |                                   | Juge de paix, propriétaire à Barsac                                                                         |
|                                          |                  |                                   |                                   | |
| 1871                                     | 1883             | Jérôme Dutrénit (1846-1931)       | Républicain                       | Propriétaire et négociant à Landiras                                                                        |
| 1883                                     | 1884 (démission) | Jean-Jeanty Barreyre              | Républicain                       | Tonnelier à Podensac, propriétaire à Bordeaux                                                               |
| 1884                                     | 1889             | Bernard Lally-Huillet (1834-1900) | Républicain                       | Fabricant de futailles, conseiller municipal de Preignac                                                    |
| 1889                                     | 1892             | Maurice Ducau                     | Républicain                       | Maire de Landiras                                                                                           |
| 1892                                     | 1901             | Georges Montel                    | Républicain                       | Maire de Podensac                                                                                           |
| 1901                                     | 1910             | Maurice Ducau                     | Libéral progressiste              | Maire de Landiras                                                                                           |
| 16 octobre 1910                          | 1931             | Daniel Dubourg                    | Républicain                       | Agriculteur, maire de Landiras                                                                              |
| 1931                                     | 1935 (décès)     | T. Saint-Jean                     | Radical                           | Propriétaire à Illats                                                                                       |
| janvier 1936                             | 1940             | Jean Despujols                    | Alliance démocratique et radicale | Directeur des assurances générales, maire de Budos                                                          |
| 1940                                     |                  |                                   |                                   | Les conseils d'arrondissement ont été suspendus par la loi du 12 octobre 1940 et n'ont jamais été réactivés |
| Les données manquantes sont à compléter. |                  |                                   |                                   | |